# Schaumburg-Lippe
Schaumburg-Lippe, talvolta chiamato Lippe-Schaumburg, fu dapprima una contea, poi un principato ed infine uno stato libero della Germania, oggi compreso nello stato della Bassa Sassonia. Il nome si è originato dall'unione di quelli della contea di Schaumburg e della Casata di Lippe, che ha governato una parte del territorio della contea dal 1647. Divenne famosa in Germania per la celebre scuola militare di Wilhelmstein.

## Storia
Lo stato di Schaumburg-Lippe venne formato nel 1647 per via della divisione delle terre della contea di Schaumburg tra il duca di Brunswick-Lüneburg, il langravio d'Assia-Kassel ed il conte di Lippe. La divisione si rese necessaria in quanto il conte Ottone V di Holstein-Schaumburg era morto nel 1640 senza aver lasciato eredi maschi. La posizione iniziale dello Schaumburg-Lippe era in qualche modo precaria, in quanto la sede di governo e le istituzioni dell'antica contea di Schaumburg si trovavano ora sotto il dominio dell'Assia-Kassel, che ne controllava anche le produttive miniere a Bückeburg. Questa pesante politica di oppressione, nel tentativo di annettere il piccolo stato al langraviato più grande, venne osteggiata fieramente dal conte Federico Cristiano di Schaumburg-Lippe oltre che da suo figlio Guglielmo, che prese la decisione di mantenere un esercito fisso di 1000 uomini per difendere il suo territorio da incursioni esterne.
Con la morte di Guglielmo nel 1777, la casata collaterale degli Schaumburg-Lippe-Alverdissen ereditò l'intera contea, riunendo lo Schaumburg-Lippe con il Lippe-Alverdissen.
Schaumburg-Lippe mantenne lo status di contea sino al 1807, quando venne elevato a principato; dal 1871 fu uno degli stati inclusi nell'impero tedesco. Nel 1913 era il più piccolo stato dell'impero in termini di popolazione. La capitale era Bückeburg e Stadthagen era l'unico altro villaggio. Con la costituzione del 1868 venne creata un'assemblea legislativa di 15 membri, di cui 10 eletti dai distretti rurali oltre a uno per la nobiltà, uno per il clero e uno per la borghesia, insieme ad altri due nominati direttamente dal principe. Il principato godeva anche di un seggio al Bundesrat tedesco e uno al Reichstag. Il principato rimase in vita sino al 1918 quando, a seguito della rivoluzione tedesca, divenne uno Stato della Repubblica di Weimar (Land) col nome di Stato libero di Schaumburg-Lippe. Nel novembre del 1918 il principe Adolfo III abdicò al proprio trono e fu il penultimo monarca tedesco a farlo.

## Società

### Evoluzione demografica
Su 340,20 km² di estensione dello Stato di Schaumburg-Lippe vennero censiti i seguenti abitanti, derivati da dati d'epoca:
- 1766: 17 000 ab.
- 1836: 26 400 ab.
- 1881: 33 133 ab.
- 1905: 44 992 ab.
- 1934: 50 669 ab.

## Sovrani di Schaumburg-Lippe

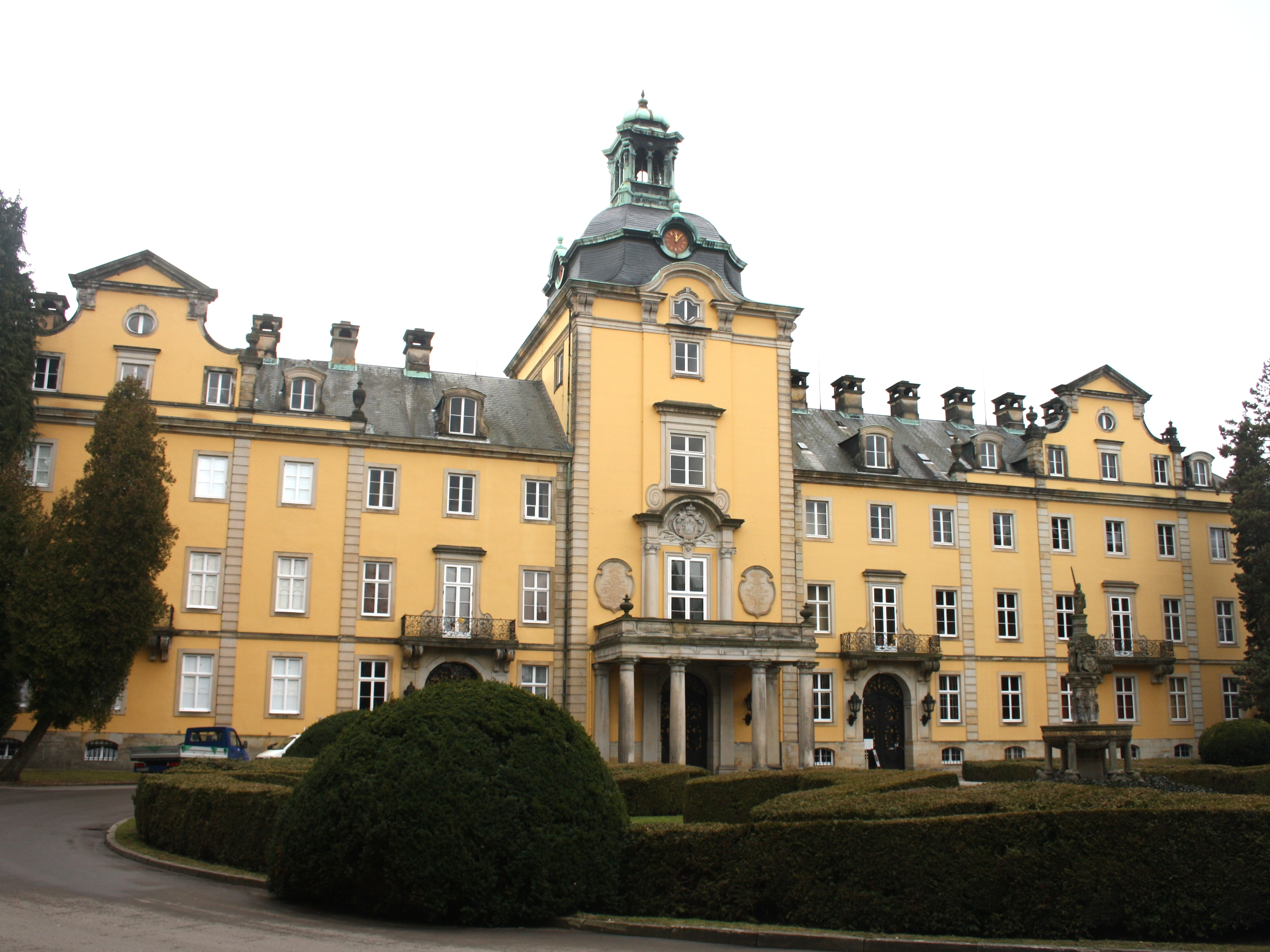
Il castello di Bückeburg, ex residenza del principe, tuttora di proprietà della famiglia principesca

### Conti di Schaumburg-Lippe (1640–1807)
- Filippo I (1601-1681), conte di Lippe-Alverdissen 1613-1640, di Schaumburg-Lippe 1640-1681
  - Federico Cristiano (1655–1728), conte di Schaumburg-Lippe 1681-1728
    - Alberto Volfango (1699–1748), conte di Schaumburg-Lippe 1728-1748
      - Guglielmo (1724–77), conte di Schaumburg-Lippe 1748-1777

  - Filippo Ernesto, conte di Lippe-Alverdissen (1659–1753)
    - Federico Ernesto, conte di Lippe-Alverdissen (1694-1777)
      - Filippo II (1723–87), conte di Schaumburg-Lippe 1777-1787
        - Giorgio Guglielmo (1784–1860), conte di Schaumburg-Lippe 1787-1807, elevato a principe

### Principi di Schaumburg-Lippe (1807–1918)
- Giorgio Guglielmo (1784–60), 1º principe 1807-1860
  - Adolfo I (1817-1893), 2º principe 1860–1893
    - Giorgio (1846–1911), 3º principe 1893-1911
      - Adolfo II (1883-1936), 4º principe 1911–1936, rinunciò al trono 1918

  - principe Guglielmo di Schaumburg-Lippe (1834-1906)
    - principe Federico di Schaumburg-Lippe (1868-1945)
      - principe Cristiano di Schaumburg-Lippe (1898–1974), la cui discendenza maschile sopravvive tuttora

### Capi del Casato di Schaumburg-Lippe, post monarchia
- Giorgio (1846–1911), 3º principe 1893-1911
  - Adolfo II (1883-1936), 4º principe 1911–1936
  - Volrado (1887-1962), 5º principe 1936–1962
    - Filippo Ernesto (1928–2003), 6º principe 1962-2003
      - Alessandro (nato nel 1958), 7º principe 2003–in carica
        - principe ereditario Enrico Donato (nato nel 1994), erede apparente

    - principe Costantino di Schaumburg-Lippe (nato nel 1930)
      - principe York di Schaumburg-Lippe (nato nel 1960)
        - principe Nicolai-York di Schaumburg-Lippe (nato nel 1989)